# هایدی مانتگ
هایدی بلیر پرت (به انگلیسی: Heidi Blair Pratt؛ زادهٔ ۱۵ سپتامبر ۱۹۸۶) بازیگر تلویزیون واقع‌نما و خوانندهٔ آمریکایی است.